# Barry King (Leichtathlet)
Barry John King (* 3. April 1945; † 27. März 2021 in Colorado Springs, Vereinigte Staaten) war ein britischer Zehnkämpfer.
King gewann bei den British Commonwealth Games 1970 in Edinburgh für England startend die Bronzemedaille.
Bei den Olympischen Spielen 1972 in München belegte er im Zehnkampf den 15. Platz.
1974 holte er bei den British Commonwealth Games in Christchurch Silber.
1972 wurde er Englischer Meister.

## Persönliche Bestleistungen
- Kugelstoßen: 17,40 m, 11. April 1970, Goleta
  - Halle: 17,15 m, 20. Februar 1965, Fort Collins
- Diskuswurf: 53,64 m, 7. Mai 1966, Laramie
- Zehnkampf: 7500 Punkte, 22. Mai 1972, Santa Maria